# 所羅門燃料電池車隊
所羅門燃料電池車隊，是國立高雄應用科技大學的燃料電池車實驗團隊。

## 歷代車輛

### 所羅門1-4號（SOLOMON I-IV）
所羅門燃料電池車隊保留I~IV號車輛所羅門5號車（SOLOMON V）於2008年製作，首創台灣航太級複合材燃料電池車。車長230公分、車寬85公分、車高60公分、總車重只有25公斤。在2008年的全國燃料電池車大賽中榮獲第一名及榮獲最佳造型創意獎。
無任何所羅門車輛編號為I~IV。之所以會保留I~IV號的編號是因為所羅門車隊爲了榮耀與感恩前人的智慧與貢獻，向前人致敬。

### 所羅門5號車（SOLOMON V）
於2008年製作，首創台灣航太級複合材燃料電池車。車長230公分、車寬85公分、車高60公分、總車重只有25公斤。在2008年的全國燃料電池車大賽中榮獲第一名以及榮獲最佳造型創意獎。

### 所羅門6號車（SOLOMON VI）
2009年製作，是全台灣首創輕量型車輛配備電子視角輔助裝置。車長290公分、車寬75公分、車高60公分，全車總重量比所羅門5號車減輕約10%。在2009年中旬，參加全國永續能源車耐久賽榮獲第三名、最佳設計概念獎以及最佳製作工藝獎  。同年，再次以升級後的所羅門6號車參加2009年全國燃料電池車大賽獲得第一名，成績為使用20克的氫氣行駛66公里的距離（3.3km/g），締造台灣的記錄。

### 樂活精靈（Lohas Pixie）
樂活精靈是台灣首部完全由學生團隊開發之氫能都市概念車，於校園內從零到有自製完成，並與 2010年10月正式與社會大眾亮相。因為螢火蟲的發光原理與燃料電池原理有同工異曲之處，因此樂活精靈的外型以螢火蟲做為設計參考，並搭配上掀式的車門，象徵為以樂活精靈的翅膀帶著大家飛往綠色潔淨的夢想之地。樂活精靈的身長為262公分、車寬129公分、車高107.5公分，總重量為120公斤。

### 樂活精靈II （Lohas Pixie II）

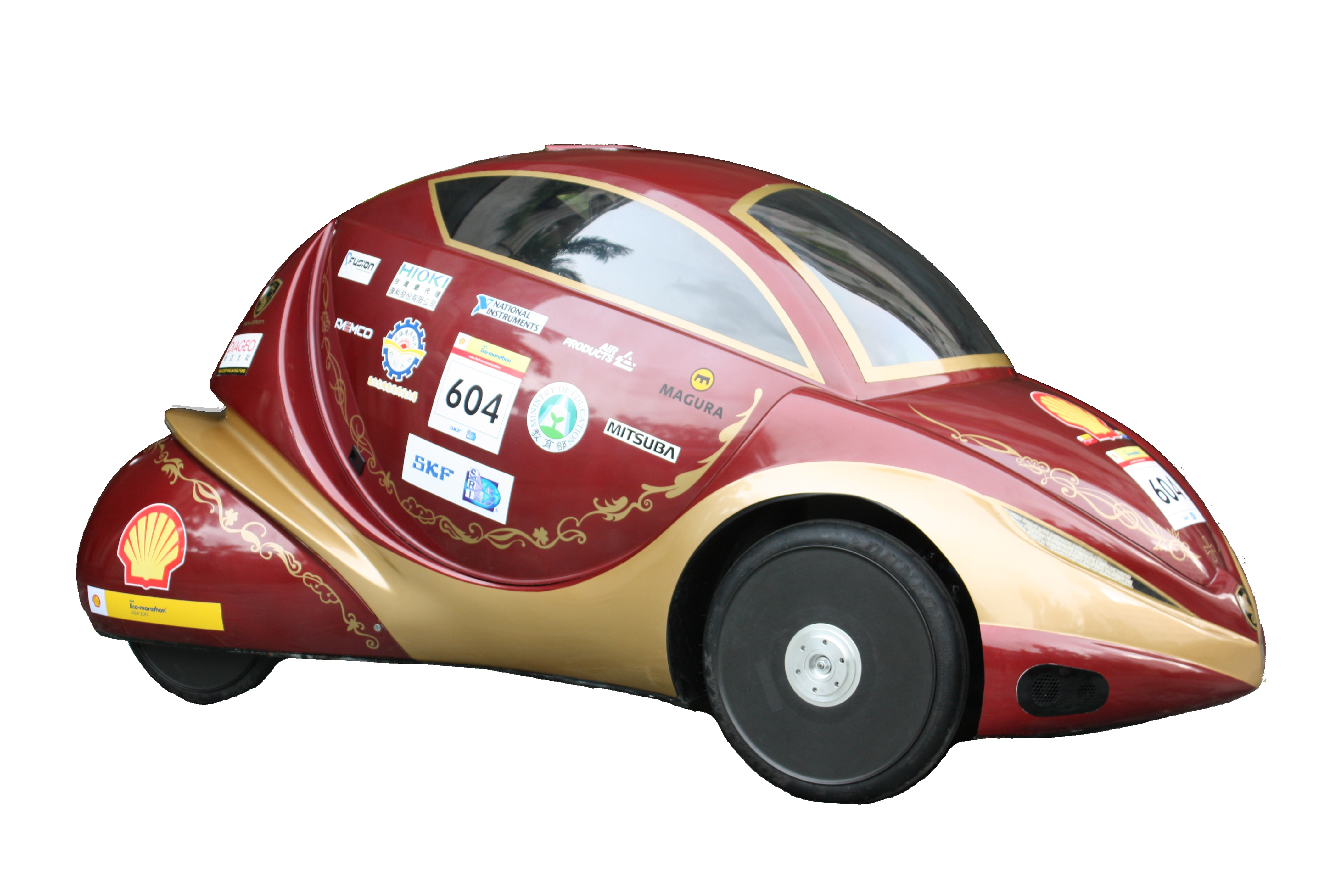
樂活精靈II（LOHAS PIXIE II）

所羅門車隊於2011年開發樂活精靈第二代， 車體中設計與車輛外型相符合的防滾籠。另外，為了駕駛艙的整潔與安全，將所有的線路予以收納，並且考量車輛的強度與安全，選用碳纖維複合材料成型，完成堅固且輕量化的車輛。在人性化的部分，將方向盤設計為多功能操控系統，包含有手動加速、剎車回充、方向燈與喇叭的四個開關，並且搭配車輛符合阿克曼的轉向系統，以增加駕駛的操控靈敏性。另外，設計有完整的儀表板，完整顯示車輛狀況。在機構與安全的配備上，除了擁有自製加速、剎車機構與液壓碟煞外，增加了避震器、快速換輪機構與五點式安全帶，以及前後大燈與方向燈，使樂活精靈的安全設計得更加完善。樂活精靈II上裝載著前置型模組化動力系統，包含有燃料電池與相匹配的電路兩個系統，以因應駕駛者的安全。為了減少氫燃料洩漏造成安全的疑慮，樂活精靈II於前置型動力模組上設有獨立型通風系統，並搭配車頂上的鯊魚鰭式隱藏通風孔，使氫燃料洩漏時，能立即釋放於大氣中稀釋。另裝置氫氣濃度感應器，在超過安全濃度範圍時則立即斷電。在車外也設置有緊急斷電開關，以在發現車輛發生事故時，車外人員可強制將車輛斷電，順利進行救援工作。
在2011年參加馬來西亞F1國際賽道舉辦的Shell Eco-marathon Asia，成為第一、也是唯一的臺灣代表隊。其中的參賽作品「樂活精靈II」更以11,860票的高票次，獲得該年度「The People's Choice Award」，並以勇奪「都市概念氫能車」亞軍。

### 捷代武士（Jedi Knight）
全新的氫能都市概念車——「捷代武士」，在2012年6月正式亮相。該車以「敏捷的代步車」為設計之定位與發想，具有流線的外型設計，大幅的降低了車子的風阻，進而達到省能的效果。此外，為接近市場標準與大眾生活需求，全車配備雨刷、方向燈、喇叭及安全帶等。在車子的配備增加的同時，全碳纖的車體設計讓車子的重量減輕了10公斤，但仍然保持車子的強度與剛性。
捷代武士可拆式整合性方向盤，使駕駛操作更方便，而且能使駕駛在不分心的狀態下操控車子。方向盤搭載觸控式螢幕，監控全車狀況。四輪採用獨立A臂懸吊系統，將A臂材質升級為鈦合金金屬，搭配自製的新型輕量化鋁合金輪圈，強化整體懸吊系統。而在燃料電池系統上，更是突破上一代的系統效率，增加高達18%之多。
所羅門再次代表台灣參加 2012 Shell Eco-marathon Asia , 以最高成績拿下該賽事的冠軍，並與第二名遠遠拉開超過二十一公里的差距，一舉刷新去年冠軍隊的成績記錄，贏得象徵該賽事的最高榮譽-Design Award。

## 獲獎記錄表
| 年份 | 車輛                     | 參與活動                                                                                        | 得獎項目 |
| ---- | ------------------------ | ----------------------------------------------------------------------------------------------- | --- |
| 2008 | 所羅門5號                | - 11月-第一屆全國大專燃料電池大賽                                                               | - 11月-榮獲冠軍與最佳造型創意獎 |
| 2009 | 所羅門6號                | - 7月- 所羅門6 號車與所羅門5號車一同參加全國永續能源車耐久賽 - 12月- 第二屆全國大專燃料電池大賽 | - 7月-榮獲第三名、最佳製作工藝獎以及最佳設計概念獎 - 12月-榮獲冠軍 |
| 2010 | 樂活精靈                 | - 2月- 由業界委託開發，全國第一部由學校團隊自行開發製作之氫能都市概念車                         | - |
| 2011 | 樂活精靈II               | - 7月- 殼牌省能車馬拉松大賽                                                                     | - 4月- 榮獲第七屆KeepWalking夢想資助計畫圓夢起步金 - 7月- 成為該賽事成立26 年來台灣首支參賽隊伍並榮獲第二名與最佳人氣獎 - 11月- 榮獲第七屆技職之光 -科技研發類競賽卓越獎 |
| 2012 | 捷代武士                 | - 7月- 殼牌省能車馬拉松大賽                                                                     | - 7月- 榮獲第一名與最佳設計獎 |
| 2013 | 鹽水燃料電池車教（玩）具 | -                                                                                               | - 1月─獲得2012全校師生創意商品化最佳精神獎以及卓越獎 |

## 教育特展

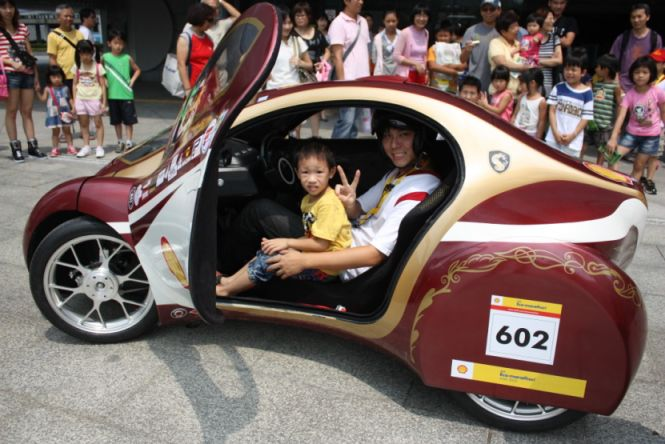
小朋友乘坐捷代武士體驗

所羅門不只專注在製作燃料電池車上，也投入在教育推廣的部份。主要目的是在於把燃料電池推廣給大眾，讓台灣的民眾漸漸地注視這一塊環保能源。截止2014年為止，所羅門參與的的展示已經到達100多場的記錄，讓民眾可以透過燃料電池教具、小型鹽水燃料電池玩具車、乘坐燃料電池車的體驗以及團隊成員們的仔細講解來更深入瞭解燃料電池的特性與原理。所羅門也在2012年9月在國立科學工藝博物館舉辦了台灣首次「氫能安全教育特展」。

## 外部連結
- 所羅門燃料電池車隊官方網站
- 所羅門燃料電池車隊FB粉絲頁
- 氫氣節能車開啟能源新趨勢 (所羅門五號車)
- 民視新聞－氫氣為能源新概念車無污染 （页面存档备份，存于）
- 中央通訊社－高應大氫能車 7月赴馬國參賽 （页面存档备份，存于）
- 第七屆夢想得主_郭俊賢Kuo Chun Hsien （页面存档备份，存于）
- TEDX Taipei  郭俊賢：生態能源的無限可能 （页面存档备份，存于）
- 國立教育廣播電台－高應大車隊抱回省能車賽世界冠軍 （页面存档备份，存于）
- 公視【下課花路米─不用加油的車子】 （页面存档备份，存于）
- 大愛電視─燃料電池 （页面存档备份，存于）